# Marcos Muller
Luiz Marcos de Oliveira Muiler, (São João de Meriti, 17 de julho de 1965), é um político brasileiro, filiado ao União Brasil. Atualmente é deputado estadual em exercício pelo RJ.
Em abril de 2015, em polêmica votação, foi um dos parlamentares a votar a favor da nomeação de Domingos Brazão para o Tribunal de Contas do Estado do Rio de Janeiro, nomeação esta muito criticada na época.
No dia 20 de fevereiro de 2017, votou a favor da privatização da CEDAE.
Em 17 de novembro de 2017, votou pela revogação da prisão dos deputados Jorge Picciani, Paulo Melo e Edson Albertassi, denunciados na Operação Cadeia Velha, acusados de integrar esquema criminoso que contava com a participação de agentes públicos dos poderes Executivo e do Legislativo, inclusive do Tribunal de Contas, e de grandes empresários da construção civil e do setor de transporte.
Nas eleições de 2018, Marcos Muller foi reeleito deputado estadual para a 12ª legislatura (2019–2023) da Assembleia Legislativa do Estado do Rio de Janeiro (Alerj). No pleito, como candidato do Partido Humanista da Solidariedade (PHS), Muller obteve 31.512 votos.
Nas eleições de 2022, Marcos Muller tentou se reeleger deputado estadual, mas sem sucesso. No pleito, como candidato do União Brasil, Marcos teve 27.282 votos, ficando com a primeira suplência.
Nas eleições de 2024, Marcos Muller concorreu a uma vaga na prefeitura de São João de Meriti pela coligação "Com Saúde e Segurança Tudo Melhora", composta por PMB e Avante. No pleito, obteve 30.189 votos, ficando com 12,42% dos votos válidos, o que lhe rendeu uma 3ª colocação.
Em 2025, Marcos Muller foi convocado para reassumir o mandato de deputado estadual com o afastamento do deputado Bruno Dauaire, que assumiu a Secretaria Estadual de Habitação e Interesse Social.

## Controvérsias

### Relatório sobre transações bancárias suspeitas
Em dezembro de 2018, veio à tona um relatório de 422 páginas do Conselho de Controle de Atividades Financeiras (Coaf) que havia sido anexado pelo Ministério Público Federal à investigação que origem à Operação Furna da Onça e que ganhou grande repercussão nacional por envolver um ex-assessor parlamentar de Flávio Bolsonaro, filho do presidente Jair Bolsonaro. O documento reúne informações a respeito de operações bancárias de 75 funcionários e ex-servidores da Assembleia Legislativa do Estado do Rio de Janeiro (Alerj) citadas em comunicados sobre transações financeiras suspeitas. As operações suspeitas, que envolvem pessoas que trabalham ou trabalharam em 20 gabinetes de deputados estaduais do Rio de Janeiro de diferentes matizes ideológicas, totalizam mais de R$ 207 milhões.
O relatório do Coaf apontou que funcionários do gabinete de Marcos Muller na Alerj movimentaram um total de R$ 7,8 milhões entre janeiro de 2016 e janeiro de 2017. Por meio de nota, a assessoria de Muller afirmou que o deputado não tem conhecimento da movimentação bancária dos profissionais que prestam serviço em seu gabinete. Já o Ministério Público Federal, em nota, esclareceu que nem todas as movimentações atípicas citadas no documento seriam, necessariamente, ilícitas.